# Бергваль, Эрик
Эрик Густаф Бергваль (швед. Erik Gustaf Bergvall; 7 апреля 1880, Вестерфернебо — 4 февраля 1950, Стокгольм) — шведский ватерполист, бронзовый призёр летних Олимпийских игр 1908.
На Играх 1908 в Лондоне Бергваль входил в состав шведской сборной. Проиграв в полуфинале, она в итоге заняла третье место и получила бронзовые медали.